# Es schneit
Es schneit ist ein Weihnachtslied des deutschen Musikers Rolf Zuckowski aus dem Jahr 1987.

## Veröffentlichung und Inhalt
Die Musik und der Text wurden von Rolf Zuckowski geschrieben beziehungsweise komponiert. Zuckowski zeichnete darüber hinaus auch für die Produktion verantwortlich.
Das Lied erschien erstmals als Teil von Zuckowskis Weihnachtsalbum Winterkinder am 11. November 1987. Inhaltlich geht es in Es schneit um das Frohsein beim Schneefallen. Alle Menschen sollen rauskommen und das Wetter genießen.

## Kommerzieller Erfolg
Es schneit konnte sich zunächst nicht in den offiziellen deutschen Singlecharts platzieren, erreichte jedoch am 9. Dezember 2022 Rang zwei der Single-Trend-Charts. Am 1. Dezember 2023 schaffte der Titel schließlich den Sprung in die regulären Singlecharts und erreichte dabei Platz 84. Seine beste Platzierung gelang dem Titel schließlich mit Rang 61 in der Folgewoche.
| Periode   | Höchstplatzierung, GesamtwochenChartsChartplatzierungen (Periode, Platzierungen, Wochen) |
| Periode   | DE                                                                                       |
| --------- | ---------------------------------------------------------------------------------------- |
| 2023/24   | DE61 (2 Wo.)DE                                                                           |
| 2024/25   | DE62 (5 Wo.)DE                                                                           |
| Insgesamt | DE61 (7 Wo.)DE                                                                           |

## Coverversionen (Auswahl)
- 2011: Die Kita-Frösche[6]
- 2017: Vincent Gross[7]
- 2020: Ross Antony[8]
- 2021: Schlagerkids[9]

## Varia
- Seit 2009 wird der Titel Es schneit jährlich in der ARD-Sendung Das Adventsfest der 100.000 Lichter neu interpretiert.
- Es schneit ist Teil des 2019 veröffentlichten Kinder-Musicals Die Weihnachtsbäckerei mit Liedern von Zuckowski.